# 시소 (음반)
《시소》는 대한민국의 포크 록 음악 그룹 뜨거운 감자의 비정규(프로젝트성) 음반이며, 정규 4집 The Journey of Cultivating a Potato Field 발매 이후 1년 8개월이 지난 뒤인 2010년 3월 30일에 발매된 음반이다. 뜨거운 감자의 이전 곡들의 장르와 달리한 곡들이 수록되어 있다. 타이틀 곡은 "고백"과 "시소"다.

## 수록곡
| #             | 제목                         | 작사          | 작곡          | 재생 시간 |
| ------------- | ---------------------------- | ------------- | ------------- | --------- |
| 1.            | 〈시소 MAIN THEME〉          |               | 김C           | 2:01      |
| 2.            | 〈진취적인 그녀〉            | 김C           | 김C           | 3:49      |
| 3.            | 〈고백〉                     | 김C           | 김C, 고범준   | 3:51      |
| 4.            | 〈M THEME〉                  |               | 김C           | 1:31      |
| 5.            | 〈빈방〉                     | 김C           | 고범준        | 3:36      |
| 6.            | 〈시소〉                     | 김C           | 김C           | 4:24      |
| 7.            | 〈W THEME〉                  |               | 고범준        | 2:23      |
| 8.            | 〈시소 NYLON ver.〉          | 김C           | 김C           | 4:34      |
| 9.            | 〈CLOCK QUARTET〉            |               | 김C           | 3:26      |
| 10.           | 〈PASSING OVER THE RAINBOW〉 |               | 고범준        | 1:09      |
| 총 재생 시간: | 총 재생 시간:                | 총 재생 시간: | 총 재생 시간: | 30:44     |

## 특징
앨범아트에 모델로 김태우와 배두나가 참여하였다.